# Peter Land
Peter Land (* 1966 in Aarhus) ist ein dänischer Künstler. Er studierte an der Königlich Dänischen Kunstakademie von 1988 bis 1994 und am Goldsmith College in London von 1994 bis 1995 und arbeitet in den Bereichen Installation, Performance, Video und Grafik. Seit 1993 hat er zahlreiche internationale Ausstellungen.
Lands frühe Arbeiten beschäftigen sich mit einer burlesken Repräsentation männlichen Scheiterns. In einer seiner frühesten Videoarbeiten ("Step Ladder Blues") klettert Land immer wieder eine Leiter hoch, um die Galerieräume seiner Kopenhagener Galerie zu streichen, um immer und immer wieder von der Leiter zu fallen. In jüngeren Arbeiten, vor allem den Zeichnungen und installativen Skulpturen, herrschen surreale (Alb)traumszenarien und an Little Nemo oder Alice im Wunderland erinnernde Bildwelten vor.
Peter Land lebt in Kopenhagen.

## Ausstellungen (Auswahl)
- 2013: Peter Land, Absolute Perfection, Kunstpalais Erlangen, Erlangen, Deutschland
- 2011: Peter Land, Holstebro Kunstmuseum, Holstebro, Dänemark
- 2011: Zwei Sammler, Deichtorhallen, Hamburg, Deutschland
- 2009: BRANDNEU. Ankäufe 2007–2008, Essl Museum – Kunst der Gegenwart, Klosterneuburg/Wien, Österreich
- 2008: Sound of Art. Music in the Visual Arts. Museum der Moderne Mönchsberg, Salzburg, Österreich
- 2008: Socle du Monde, Herning Kunstmuseum, Herning, Dänemark
- 2007: Passion for Art, Essl Museum – Kunst der Gegenwart, Klosterneuburg/Wien, Österreich
- 2007: IMAGES OF MAN today, ARKEN Museum for Moderne Kunst, Ishøj, Dänemark
- 2007: her(his)tory, Museum of Cycladic Art, Athen, Griechenland
- 2006: Nothing But Pleasure, BAWAG Foundation, Wien, Österreich
- 2006: Sip My Ocean, Louisiana Museum of Modern Art, Humlebæk, Dänemark
- 2005: When Humour Becomes Painful, Migros Museum für Gegenwartskunst, Zürich, Schweiz
- 2005: Biennale Venedig (der dänische Pavillon), Venedig, Italien
- 2004: Beyond Paradise – Nordic Artists Travel east, National Art Gallery Malaysia, Kuala Lumpur, Malaysien
- 2003: The Ride, Salzburger Kunstverein, Salzburg, Österreich
- 2000: Kunsthaus Glarus, Schweiz
- 2000: An Introduction to my Videoworks, The Lux, Centre for Film, Video & Digital Arts, London, England
- 1997: Wiener Secession, Wien, Österreich